# McBain (filme)
McBain (McBain - O Guerreiro Moderno, no Brasil) é um filme de ação de 1991, estrelado por Christopher Walken, María Conchita Alonso e Michael Ironside, e dirigido por James Glickenhaus.
Apesar do filme não ter sido bem sucedido nas bilheteiras dos Estados Unidos, acabou ganhando estatuto de culto e seguidores dedicados.

## Sinopse
No Vietnã, Robert McBain (Christopher Walken) é salvo da morte por Santos. Vinte anos mais tarde, Santos luta pela guerrilha colombiana e, ao tomar o palácio do governo, é assassinado pelo ditador-traficante. McBain reune então seus velhos companheiros de luta para vingar a morte do homem que salvou a sua vida.

## Conexão comThe Simpsons
"McBain" foi originalmente o nome de um personagem coadjuvante em The Simpsons, uma espécie de Arnold Schwarzenegger que atuava em uma série fictícia de filmes de ação com o mesmo nome. Sua aparição em The Simpsons antecede o lançamento do filme, e além do nome o filme tem pouca relação com o personagem. No entanto, durante algum tempo após o lançamento do filme McBain, os produtores do filme se recusaram a dar à 20th Century Fox e à equipe de produção de Matt Groening permissão para usar o nome "McBain". Para continuar utilizando o personagem, ele recebeu então um novo nome, Rainier Wolfcastle, que pretendia ser o nome do ator que interpretava McBain (o nome McBain continuou a ser usado para se referir à série de filmes e à sua personagem).